# Hypopyra pudentia
Hypopyra pudentia är en fjärilsart som beskrevs av Embrik Strand 1914. Hypopyra pudentia ingår i släktet Hypopyra och familjen nattflyn. Inga underarter finns listade i Catalogue of Life.